# Segway PT

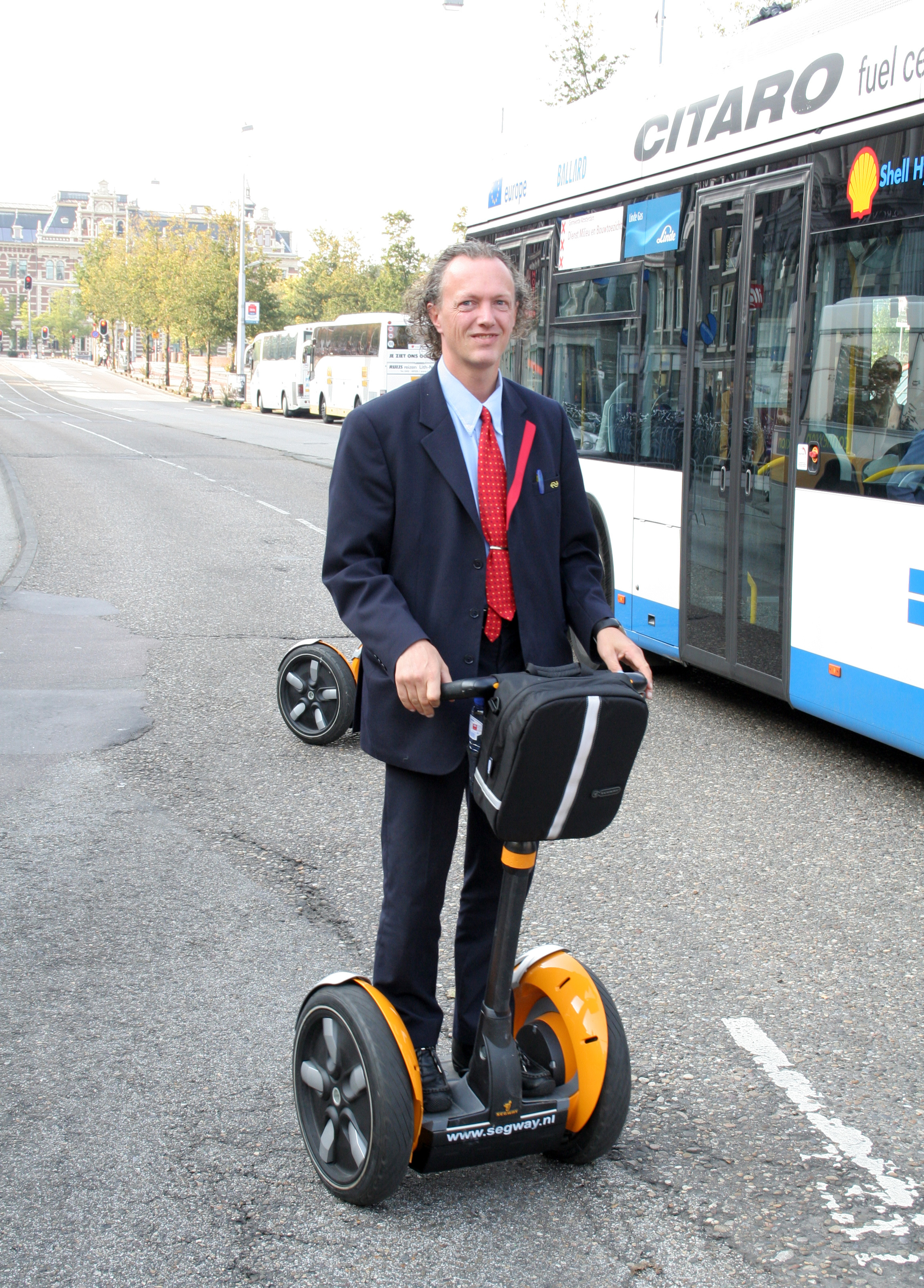
Een Segway in Amsterdam bestuurd door een conducteur.

Een Segway Personal Transporter, ook Segway PT of kortweg Segway genoemd, is een elektrisch aangedreven, zelfbalancerend eenpersoons vervoermiddel. Het vervoermiddel is uitgevonden door Dean Kamen. De Segway wordt sinds december 2001 geproduceerd door de Amerikaans firma Segway Inc. De fabrikant kondigde in juni 2020 aan, de productie te staken.
De Segway PT wordt aangedreven door twee elektromotoren die van energie voorzien worden door oplaadbare batterijen. De motoren kunnen de wielen onafhankelijk van elkaar laten draaien.
De besturingsmodule van de Segway PT bewaakt voortdurend de stand van het toestel met behulp van sensoren op basis van een MEMS-gyro.
Door de elektromotoren automatisch bij te regelen blijft de Segway PT in balans, ongeacht de snelheid of het gewicht van de meegedragen bagage. De gebruiker bestuurt het apparaat door het verplaatsen van het lichaamsgewicht. Door naar voren te leunen laat men de Segway PT voorwaarts bewegen en door achterwaarts te leunen laat men hem naar achteren rijden. Hij stopt als men rechtop gaat staan. Door aan de handgreep te draaien laat men de Segway naar links of naar rechts draaien. Er is op dit moment een versie op de markt waarbij het sturen geschiedt door de stuurkolom in zijn geheel naar links en naar rechts te duwen. Op deze wijze kan men op de plaats een cirkel van 360 graden maken.

## Snelheid en snelheidsbegrenzer
De Segway PT heeft een ingebouwde snelheidsbegrenzer. Segway PT’s zijn voorzien van twee standen: de 6 km-stand, of voetgangersmodus, is geschikt voor voetgangersgebieden en de 20 km-stand, of fietsmodus, is geschikt voor op het fietspad.

## Ruimtebesparing
De Segway PT neemt weinig ruimte in op het trottoir en op het fietspad. Op een parkeerplaats van één personenauto kunnen twaalf tot vijftien Segways geparkeerd worden.

## Openbare weg

### Nederland
Sinds 1 juli 2008 is het gebruik van de Segway op de openbare weg toegestaan op fietspaden en bij het ontbreken daarvan op rijbanen, met een maximumsnelheid van 25 kilometer per uur. Gehandicapten mogen de Segway op het trottoir of voetpad gebruiken, de maximumsnelheid hierbij is 6 kilometer per uur. Voor het besturen van een Segway dient men minimaal 16 jaar oud te zijn. Een uitzondering geldt voor gehandicapten jonger dan 16 jaar met een medische verklaring.
De Wet van 30 september 2010 tot wijziging van de Wegenverkeerswet 1994 in verband met de aanwijzing van bromfietsen waarvoor geen Europese typegoedkeuring is vereist teneinde de toelating van bijzondere bromfietsen tot het verkeer te vereenvoudigen en van de Wet rijonderricht motorrijtuigen 1993 in verband met het herstel van enkele onvolkomenheden, die onder meer betrekking heeft op de Segway,  is op 1 januari 2011 ingegaan. Sindsdien is het niet meer nodig een kenteken te gebruiken voor een Segway. Per 1 januari 2012 zijn alle kentekens van de Segway ingetrokken door de RDW.
Voor het gebruik van de Segway op de openbare weg dient de bestuurder een aansprakelijkheidsverzekering af te sluiten.
In 2008 en 2009 is de Segway voor mogelijk politiegebruik uitvoerig getest door de Academie Politie Amsterdam Amstelland.
De uitkomst van deze test heeft geleid tot het in gebruik nemen van een groot aantal Segways bij de Rotterdamse Stadstoezichthouders en Politie. Bij de Amsterdamse politie is inmiddels in het Stadsdeel Bijlmermeer een eerste proef met Segways in de surveillance succesvol afgerond.

### België
In België is de Segway bij wet toegestaan, zowel op het fietspad (max. 18 km/u) als op het voetpad (zolang er niet sneller dan stapvoets wordt gereden).

## Trivia
Jimi Heselden, de eigenaar van het bedrijf dat de Segway produceert, kwam in 2010 om het leven door een ongeluk met een Segway: op 62-jarige leeftijd reed hij met zijn Segway op zijn landgoed in Engeland van een rotswand en viel in een ravijn.
In de naam Segway zit een woordgrapje. In het Engels bestaat het werkwoord to segue dat hetzelfde klinkt als Segway. Het betekent van onderwerp veranderen.